# Freddie Highmore
Alfred Thomas Highmore, conegut com a Freddie Highmore, és un actor anglès nascut el 14 de febrer del 1992. És conegut pels seus papers de Peter a Descobrir el País de Mai Més, Charlie a Charlie i la Fàbrica de Xocolata i els bessons Jared i Simon a Les cròniques de Spiderwick. Va interpretar Norman Bates a la sèrie Bates Motel (2013-2017), paper pel qual va guanyar un premi People's Choice com a millor actor de televisió per cable. Va interpretar el doctor Shaun Murphy a la sèrie The Good Doctor.

## Biografia

### Vida personal
Highmore va néixer en una família del món de l'interpretació. La seva mare, Sue Latimer, és una agent de talents entre els clients de la qual es troben Daniel Radcliffe i Imelda Staunton. El seu pare, Edward Highmore, és un actor. Té un germà petit, Albert (Bertie) nascut el 1995. Freddie residia a Highgate, un suburbi de Londres, i va guanyar una beca per estudiar al col·legi independent Highgate School.

### Carrera
Freddie començà a actuar en petits papers a l'edat de 7 anys. En dues pel·lícules treballà amb membres de la seva família. El seu germà Bertie interpretà el seu germà a la pel·lícula Women Talking Dirty, i el seu pare va interpretar el seu pare a la pel·lícula Jack and the Beanstalk: The Real Story. El 2004, va tenir un avanç molt important per la seva criticada i aclamada actuació com Peter Llewelyn Davies a Descobrir el País de Mai Més. El 2005 interpretà Charlie Bucket a Charlie i la Fàbrica de Xocolata (adaptació del llibre de Roald Dahl). Highmore fou recomanat per aquest paper per Johnny Depp, qui protagonitzà Descobrir el País de Mai Més i va quedar-ne impressionat per l'actuació del jove actor. La següent aparició de Highmore fou a August Rush juntament amb Keri Russell, Jonathan Rhys Meyers i Robin Williams. La història és un musical sobre Evan Taylor (que després és canviat a August Rush) i la seva aventura per trobar els seus pares que se separaren el dia del seu naixement. Gràcies a aquesta pel·lícula va guanyar el 2008 el Premi Saturn a la millor actuació d'un actor jove.
Highmore va protagonitzar Les cròniques de Spiderwick amb Mary-Louise Parker com la seva mare. Ell va oferir-hi la seva veu per la pel·lícula Arthur i els Minimoys. També ho feu per La Brúixola Daurada i les dues seqüeles d'Arthur i els Minimoys. Highmore oferirà la seva veu al film Astroboy.
Actualment ha fet altres series i pel·lícules que han tingut molt d'èxit per tot el món. Com en el seu paper com a Shawn Murphy en la sèrie “The Good Doctor”, que actua com un noi jove amb autisme i amb somnis i futur de ser metge cirurgià.

## Filmografia
| Any       | Títol                                                                | Paper                     | Notes              |
| --------- | -------------------------------------------------------------------- | ------------------------- | ------------------ |
| 1999      | Women Talking Dirty                                                  | Sam                       |                    |
| 2000      | Happy Birthday Shakespeare                                           | Steven Green              | TV                 |
| 2001      | The Mists of Avalon                                                  | Rei Arthur                | TV                 |
| 2001      | Jack and the Beanstalk: The Real Story                               | Son at Playground         | TV                 |
| 2002      | I Saw You                                                            | Oscar Bingley             | TV                 |
| 2004      | Descobrir el País de Mai Més                                         | Peter Llewelyn-Davies     |                    |
| 2004      | Two Brothers                                                         | Young Raoul               |                    |
| 2004      | Five Children and It                                                 | Robert                    |                    |
| 2005      | Charlie i la Fàbrica de Xocolata (Charlie and the Chocolate Factory) | Charlie Bucket            |                    |
| 2006      | Un bon any (A Good Year)                                             | Young Max                 |                    |
| 2007      | L'Arthur i els Minimoys (Arthur et les Minimoys)                     | Arthur                    | Veu i acció        |
| 2007      | August Rush                                                          | Evan Taylor/August Rush   |                    |
| 2007      | The Golden Compass                                                   | Pantalaimon               | Veu                |
| 2008      | Les cròniques de Spiderwick                                          | Simon Grace i Jared Grace | Doble paper        |
| 2008      | A Fox's Tale                                                         | Little Jack               | Veu                |
| 2009      | Astro Boy                                                            | Astro Boy                 | Veu                |
| 2009      | Arthur and the Vengeance of Maltazard                                | Arthur                    | Veu i acció        |
| 2010      | Arthur and the War of Two Worlds                                     | Arthur                    | Veu i acció        |
| 2010      | Master Harold...and the Boys                                         | Hally                     | Post-Producció     |
| 2010      | Toast                                                                | Nigel Slater              | TV (Pre-Producció) |
| 2011      | Homework                                                             | George Zinavoy            | Postproducció      |
| 2011      | Thomas and the Magic Railroad 2                                      | Patch                     |                    |
| 2011      | The Art of Getting By                                                | George                    |                    |
| 2013      | Bates Motel                                                          | Norman Bates              | TV/ NETFLIX        |
| 2013      | Justin y la espada del valor                                         |                           |                    |
| 2017-2024 | The Good Doctor                                                      |                           |                    |
| 2021      | Way Down                                                             |                           |                    |
| 2023      | The Canterville Ghost                                                |                           |                    |

### Videojocs
| Any  | Títol                                        | Paper                     | Notes     |
| ---- | -------------------------------------------- | ------------------------- | --------- |
| 2005 | Charlie and the Chocolate Factory (vídeojoc) | Charlie Bucket            | Veu       |
| 2007 | Arthur and the Invisibles                    | Arthur                    | Veu       |
| 2007 | The Golden Compass (vídeojoc)                | Pantalaimon               | Veu       |
| 2008 | The Spiderwick Chronicles (vídeojoc)         | Simon Grace i Jared Grace | Doble Veu |
| 2009 | Astro Boy: The Video Game                    | Astro Boy                 | Veu       |
| 2010 | Astro Boy vs. The Junkyard Pirates           | Astro Boy                 | Veu       |